# أوبري نيومان
أوبري نيومان (بالإنجليزية: Aubrey Newman) هو كاتب أمريكي، ولد في 1903 في كليمسون في الولايات المتحدة، وتوفي في 19 يناير 1994 في ساراسوتا في الولايات المتحدة.

## وصلات خارجية
- أوبري نيومان على موقع أوليمبيديا (الإنجليزية)